# 布里達
33°58′N 1°44′E / 33.967°N 1.733°E

布里達（阿拉伯语：‎），是阿爾及利亞的城鎮，位於該國中部，由艾格瓦特省負責管轄，是布里達區的首府，面積355平方公里，2008年人口6,395，人口密度每平方公里18人。